# Grube Bannhardt
Die Grube Bannhardt war ein Eisenerzbergwerk bei Waldgirmes (Gemeinde Lahnau) im Lahn-Dill-Kreis. Die Grube lag nördlich von Waldgirmes in einem Walddistrikt, der heute noch den Namen Bann-hardt trägt.

## Geschichte
Auf Eisenstein verliehen wurde die Grube am 19. Mai 1851 an den Hüttenbesitzer „J.C.Müller zum Lauffacher Werk bei Aschaffenburg“. Es folgten mehrere Eigentümerwechsel. Am 11. Januar 1871 ging die Grube an die Firma Schulz & Wehrenbold zur Justushütte bei Gladenbach über, am 12. November 1887 an Johann Wehrenbold, am 29. März 1893 an die Firma Hengstenberg & Comp. Aus Ruhrort, am 29. März 1935 an die Gewerkschaft Königsberger Gemarkung und seit 1953 gehört sie zu der Firma Mannesmann.
Ab 1851 wurde auf dem 58.649 Quadratklafter (ca. 190.000 m²) großen Grubenfeld sporadisch Erz abgebaut. 1856 wurde ein Stollen angelegt.
Von Ende 1870 bis um die Wende zum 20. Jahrhundert erfolgte ein stärkerer Betrieb, bei dem auch 1872 ein Schacht angelegt wurde.
Das kleine Erzlager mit einer Mächtigkeit von nur 0,5–1,25 Metern wurde von Schalstein und Kalk stark begrenzt und ließ dadurch keinen nachhaltigen Bergbau aufkommen.